# Pardosa acorensis
Pardosa acorensis este o specie de păianjeni din genul Pardosa, familia Lycosidae, descrisă de Simon, 1883. Conform Catalogue of Life specia Pardosa acorensis nu are subspecii cunoscute.